# Trácko-makedonský masiv
Trácko-makedonský masiv je horský systém ve východní části Balkánského poloostrova. Jeho nejvyšší horou je rilská Musala (2925 m).

## Geologie
Z geologického hlediska je to nejstarší oblast poloostrova, vklíněná mezi dinársko-helenskou a karpatsko-balkánskou větev Alpsko-himálajského systému. Je budován silně přeměněnými horninami a hlubinnými vyvřelinami prvohorního i předprvohorního stáří. Během alpinského vrásnění (zejména v neogénu) byl Trácko-makedonský masiv silně rozláman a vystaven kerným výzdvihům a propadům, proto mají dílčí pohoří podobu hrástí oddělených příkopy.

## Vymezení
Trácko-makedonský masiv je na západě vůči Dinárským horám a Helenidům vymezen tektonickou linií probíhající údolím Vardaru a Ibaru, na východě a severu jej od Karpat a Balkanid dělí linie sledující údolí Veliké Moravy, Jižní Moravy, Strumy a Marice.

## Členění
Trácko-makedonský masív se člení do čtyř částí:
- Srbsko-makedonský masiv
- Rilsko-rodopský masiv
- Trácký masiv
- Kykladský masiv